# Geislingen (Zollernalb)
Geislingen è una città tedesca di 5 957 abitanti, situata nel land del Baden-Württemberg.

## Amministrazione

### Gemellaggi
Geislingen è gemellata con:
- Ruoms, dal 1999